# میر مهراب
- تخت نشینی

با وفات امیر احمدخان ثالت کبیر در سال 1695 تنها پسر و ولیعهد او امیرمهراب خان اول احمدزائی به تخت نشست.
- جنگ با دولت کلهوره سنده

با شروع نزاع بین امیر مهراب خان اول احمدزائی (امیرالامرای بلوچستان) و نورمحمدخان کلھوڑہ (امیر سنده ) بر سر خانپور و زمینھای کشمور جنگ بزرگی آغاز شد کہ نھایتا با شکست امیر مھراب خان تقریبا خاتمہ یافت.
- وفات و جانشین

در سال 1997 میلادی ،امیر مھراب خان اول در نبردی کہ بین او و میاں نورمحمد کلھوڑہ در درہ مولہ بوقوع پیوست توسط کلھوڑہ بقتل رسید و سربازانش پیکر او را بہ قلات اوردہ و در قبرستان شاھی بہ خاک سپردند ، وی دو پسر داشت اما ھیچکدام در سن مناسب برای حکومت نبودند از این جھت برادر زادہ او بنام امیر سمندر خان احمدزائی بہ عنوان جانشین و خان قلات انتخاب شد. 
- منابع

1. History of baluchistan by gul khan nasir
2. History of baluch by heturam
3. Khanat kalat by akhund zadeh,mohammad sedigh